# قائمة المسائل غير محلولة في علم الحاسوب

## علم التعقيد الحسابي
- كثير حدود وكثير حدود غير قطعي
- NC = P
- كو-إن بي
- BPP
- بيسبايس
- L = NL
- ما العلاقة بين كثير حدود غير قطعي و- BPP ?
- حدسية الألعاب الفريدة
- هل فرضية الوقت الأُسي صحيحة ؟
- هل يوجد دوال ذات اتجاه واحد ؟

## خوارزميات
- ما هي اسرع خوارزمية لضرب عددين صحيحين بطول n بيت ؟
- ما هي اسرع خوارزمية لضرب مصفوفتين ؟
- أيوجد خوارزمية حدودية لمسألة التحليل لعوامل؟
- أيوجد خوارزمية بوقت حدودي لمسألة اللوغاريثم المتقطع ?
- أيوجد خوارزمية بوقت حدودي لمسألة تطابق المخطوطات ?

## وصلات خارجية
- Major unsolved problems in theoretical computer science on StackExchange.
- Open problems around exact algorithms by Gerhard J. Woeginger, Discrete Applied Mathematics 156 (2008) 397–405.
- Challenges for Theoretical Computer Science
- The Open Problems Project نسخة محفوظة 17 ديسمبر 2008 على موقع واي باك مشين. – open problems in هندسة رياضية حاسوبية and related fields.
- The RTA list of open problems نسخة محفوظة 15 مايو 2013 على موقع واي باك مشين. – open problems in rewriting.
- The TLCA List of Open Problems – open problems in area typed lambda calculus.